# توني فرانك
توني فرانك (بالإنجليزية: Tony Frank)‏ هو ممثل أمريكي، ولد في 9 ديسمبر 1943 في الولايات المتحدة، وتوفي في 18 أبريل 2000 بهيوستن في الولايات المتحدة.

## أعمال

### أفلام
- (1983) مراحم ناعمة

## وصلات خارجية
- توني فرانك على موقع IMDb (الإنجليزية)
- توني فرانك على موقع قاعدة بيانات الفيلم (الإنجليزية)